# Papillaria leptosigmata
Papillaria leptosigmata là một loài Rêu trong họ Meteoriaceae. Loài này được Müll. Hal. ex Broth. & Geh. mô tả khoa học đầu tiên năm 1898.